# SLC47A2
SLC47A2‏ (Solute carrier family 47 member 2) هوَ بروتين يُشَفر بواسطة جين SLC47A2 في الإنسان.